# Championnat sud-américain de football de 1947
Navigation
Argentine 1946 Brésil 1949
Le Championnat sud-américain de football de 1947 est la vingtième édition du championnat sud-américain de football des nations, connu comme la Copa América depuis 1975, qui a eu lieu à Guayaquil en Équateur du 30 novembre au 31 décembre 1947.
Les pays participants sont l'Argentine, la Bolivie, le Chili, la Colombie, l'Équateur, le Paraguay, le Pérou et l'Uruguay.

## Résultats

### Classement final
Les huit équipes participantes sont réunies au sein d'une poule unique où chaque formation rencontre une fois ses adversaires. À l'issue des rencontres, l'équipe classée première remporte la compétition.
|   | Équipe    | Pts | J | G | N | P | BP | BC | Diff |
| - | --------- | --- | - | - | - | - | -- | -- | ---- |
| 1 | Argentine | 13  | 7 | 6 | 1 | 0 | 28 | 4  | +24  |
| 2 | Paraguay  | 11  | 7 | 5 | 1 | 1 | 16 | 11 | +5   |
| 3 | Uruguay   | 10  | 7 | 5 | 0 | 2 | 21 | 8  | +13  |
| 4 | Chili     | 9   | 7 | 4 | 1 | 2 | 14 | 13 | +1   |
| 5 | Pérou     | 6   | 7 | 2 | 2 | 3 | 12 | 9  | +3   |
| 6 | Équateur  | 3   | 7 | 0 | 3 | 4 | 3  | 17 | -14  |
| 7 | Bolivie   | 2   | 7 | 0 | 2 | 5 | 6  | 21 | -15  |
| 8 | Colombie  | 2   | 7 | 0 | 2 | 5 | 2  | 19 | -17  |

| 30 novembre | Équateur  | 2 | 2 | Bolivie  |
| 2 décembre  | Uruguay   | 2 | 0 | Colombie |
| 2 décembre  | Argentine | 6 | 0 | Paraguay |
| 4 décembre  | Argentine | 7 | 0 | Bolivie  |
| 4 décembre  | Équateur  | 0 | 0 | Colombie |
| 6 décembre  | Pérou     | 2 | 2 | Paraguay |
| 6 décembre  | Uruguay   | 6 | 0 | Chili    |
| 9 décembre  | Chili     | 2 | 1 | Pérou    |
| 9 décembre  | Uruguay   | 3 | 0 | Bolivie  |
| 11 décembre | Chili     | 3 | 0 | Équateur |
| 11 décembre | Argentine | 3 | 2 | Pérou    |
| 13 décembre | Colombie  | 0 | 0 | Bolivie  |
| 13 décembre | Paraguay  | 4 | 2 | Uruguay  |
| 16 décembre | Uruguay   | 6 | 1 | Équateur |
| 16 décembre | Argentine | 1 | 1 | Chili    |
| 18 décembre | Paraguay  | 3 | 1 | Bolivie  |
| 18 décembre | Argentine | 6 | 0 | Colombie |
| 20 décembre | Équateur  | 0 | 0 | Pérou    |
| 20 décembre | Paraguay  | 2 | 0 | Colombie |
| 23 décembre | Pérou     | 5 | 1 | Colombie |
| 23 décembre | Paraguay  | 1 | 0 | Chili    |
| 25 décembre | Argentine | 2 | 0 | Équateur |
| 26 décembre | Uruguay   | 1 | 0 | Pérou    |
| 27 décembre | Pérou     | 2 | 0 | Bolivie  |
| 28 décembre | Argentine | 3 | 1 | Uruguay  |
| 29 décembre | Paraguay  | 4 | 0 | Équateur |
| 29 décembre | Chili     | 4 | 1 | Colombie |
| 31 décembre | Chili     | 4 | 3 | Bolivie  |

### Matchs
| 30 novembre 1947 | Équateur         | 2 – 2 | Bolivie               | Stade George Capwell (Guayaquil)                        |                                                         |
| | Jiménez 1re, 24e | (2 - 2) | B. Gutiérrez 26e, 44e | Spectateurs : 30 000 Arbitrage : Luis Alberto Fernández | Spectateurs : 30 000 Arbitrage : Luis Alberto Fernández |
| Medina - Henríquez, Zurita - Torres, Alvarez ( Ortíz), L. Mendoza - Zenck, Garnica, Jiménez, Aguayo ( Cantos), Pozo | Équipes          | Arraya - Alcha, Bustamante - Ferrel, Guerra, Vargas - González, Ugarte ( Tardío), Tapia, B. Gutiérrez, Maldonado |                       | Spectateurs : 30 000 Arbitrage : Luis Alberto Fernández | Spectateurs : 30 000 Arbitrage : Luis Alberto Fernández |

| 2 décembre 1947 | Uruguay                 | 2 – 0 | Colombie | Stade George Capwell (Guayaquil)                   |                                                    |
| | Falero 26e · Britos 61e | (1 - 0) |          | Spectateurs : 20 000 Arbitrage : Juan José Alvarez | Spectateurs : 20 000 Arbitrage : Juan José Alvarez |
| Tulic - Lorenzo, Tejera - Gambetta ( 85e Rodríguez Andrade), Romero, Cajiga - Britos, García ( 70e Chelle), Falero, Sarro ( 50e Riephoff), Magliano | Équipes                 | Sánchez - Mejía, Londoño - Mallarino, Quintero, De la Hoz ( Serna) - Pérez, Ra. Granados, González Rubio, Arango, Carrillo |          | Spectateurs : 20 000 Arbitrage : Juan José Alvarez | Spectateurs : 20 000 Arbitrage : Juan José Alvarez |

| 2 décembre 1947                                                                                           | Argentine                                                     | 6 – 0 | Paraguay | Stade George Capwell (Guayaquil)                        |                                                         |
| | Moreno 10e · Loustau 22e · Pontoni 40e, 50e, 82e · Méndez 87e | (3 - 0) |          | Spectateurs : 20 000 Arbitrage : Víctor Francisco Rivas | Spectateurs : 20 000 Arbitrage : Víctor Francisco Rivas |
| Cozzi - Marante ( 42e Colman), Sobrero - Yácono, Perucca, Pescia - Boyé, Méndez, Pontoni, Moreno, Loustau | Équipes                                                       | García - Hugo, Céspedes - Gavilán, Ocampos, Cantero - López Fretes ( Rivas), Marín, Genés, Villalba, Fernández |          | Spectateurs : 20 000 Arbitrage : Víctor Francisco Rivas | Spectateurs : 20 000 Arbitrage : Víctor Francisco Rivas |

| 4 décembre 1947 | Argentine                                                                   | 7 – 0 | Bolivie | Stade George Capwell (Guayaquil)                       |                                                        |
| | Méndez 3e, 44e · Pontoni 22e · Loustau 56e · Boyé 58e, 76e · Di Stéfano 62e | (3 - 0) |         | Spectateurs : 30 000 Arbitrage : Federico Muñoz Medina | Spectateurs : 30 000 Arbitrage : Federico Muñoz Medina |
| Cozzi - Colman, Palma - Yácono ( 63e Sastre), Perucca ( 76e Rossi), Pescia - Boyé, Méndez, Pontoni ( 30e Di Stéfano), Moreno, Loustau | Équipes                                                                     | Arraya ( E. Gutiérrez) - Alcha ( Aráoz), Bustamante - Ferrel, Guerra, Vargas - González, Ugarte, Tapia, B. Gutiérrez, Maldonado ( Orgaz) |         | Spectateurs : 30 000 Arbitrage : Federico Muñoz Medina | Spectateurs : 30 000 Arbitrage : Federico Muñoz Medina |

| 4 décembre 1947 | Équateur | 0 – 0 | Colombie | Stade George Capwell (Guayaquil)                  |                                                   |
| |          | (0 - 0) |          | Spectateurs : 30 000 Arbitrage : Mario Rubén Heyn | Spectateurs : 30 000 Arbitrage : Mario Rubén Heyn |
| Medina - Henríquez, Zurita - Marín ( L. Mendoza), Riveros ( Torres), Ortíz - Cevallos, Garnica ( Gavilánez), Jiménez, Cantos, Pozo | Équipes  | Sánchez - Mejía, Picalúa - Mallarino, Quintero, Serna - García, Ruiz ( González Rubio), Flores, Soto ( Ra. Granados), Carrillo |          | Spectateurs : 30 000 Arbitrage : Mario Rubén Heyn | Spectateurs : 30 000 Arbitrage : Mario Rubén Heyn |

| 6 décembre 1947 | Pérou                          | 2 – 2 | Paraguay                 | Stade George Capwell (Guayaquil)                        |                                                         |
| | F. Castillo 17e · Mosquera 63e | (1 - 1) | Villalba 38e · Marín 74e | Spectateurs : 20 000 Arbitrage : Luis Alberto Fernández | Spectateurs : 20 000 Arbitrage : Luis Alberto Fernández |
| Suárez - El. Morales, Da Silva - J. Castillo, González, Heredia - F. Castillo, Barbadillo ( Mosquera), Fernández ( V. López), Gómez Sánchez ( Guzmán), Valdivieso | Équipes                        | García - Hugo, Céspedes - Gavilán, Ocampos, Cantero - López Fretes ( Miranda), Marín ( Bobadilla), Rivas ( Genés), Villalba, Fernández |                          | Spectateurs : 20 000 Arbitrage : Luis Alberto Fernández | Spectateurs : 20 000 Arbitrage : Luis Alberto Fernández |

| 6 décembre 1947 | Uruguay                                                       | 6 – 0 | Chili | Stade George Capwell (Guayaquil)                   |                                                    |
| | Sarro 9e · Falero 39e, 42e · Gambetta 68e · Magliano 88e, 89e | (3 - 0) |       | Spectateurs : 20 000 Arbitrage : Juan José Alvarez | Spectateurs : 20 000 Arbitrage : Juan José Alvarez |
| Tulic - Lorenzo ( 46e Terra), Tejera - Gambetta, Romero, Cajiga - Britos ( 46e Puente), García, Falero, Sarro ( 46e Riephoff), Magliano | Équipes                                                       | Livingstone - Urroz, Álvarez ( Negri) - Machuca Berríos, Wood, Busquets - Riera, Prieto ( Sáez), Araya ( Infante), Peñaloza, P. López |       | Spectateurs : 20 000 Arbitrage : Juan José Alvarez | Spectateurs : 20 000 Arbitrage : Juan José Alvarez |

| 9 décembre 1947 | Chili                     | 2 – 1 | Pérou        | Stade George Capwell (Guayaquil)                   |                                                    |
| | Varela 25e · Busquets 71e | (1 - 0) | V. López 72e | Spectateurs : 15 000 Arbitrage : Juan José Alvarez | Spectateurs : 15 000 Arbitrage : Juan José Alvarez |
| Livingstone - Baeza, Negri - Machuca Berríos, Sepúlveda ( Acuña), Busquets - Riera, Varela, Sáez, Peñaloza, P. López | Équipes                   | Suárez - El. Morales, Perales - J. Castillo ( Pacheco), Raffo ( González), Rosasco - Er. Morales ( Torres), Barbadillo, V. López, Gómez Sánchez, Reyna |              | Spectateurs : 15 000 Arbitrage : Juan José Alvarez | Spectateurs : 15 000 Arbitrage : Juan José Alvarez |

| 9 décembre 1947 | Uruguay                       | 3 – 0 | Bolivie | Stade George Capwell (Guayaquil)                  |                                                   |
| | Magliano 9e · Falero 50e, 79e | (1 - 0) |         | Spectateurs : 15 000 Arbitrage : Mario Rubén Heyn | Spectateurs : 15 000 Arbitrage : Mario Rubén Heyn |
| Tulic - Lorenzo, Tejera - Gambetta, Romero, Pérez Luz - Britos, Barreto, Falero, Riephoff ( 26e Stula ( 46e García)), Magliano | Équipes                       | Arraya - Alcha ( Aráoz), Bustamante - Maida, Guerra, Vargas - González, Ugarte, Tapia, B. Gutiérrez, Orgaz |         | Spectateurs : 15 000 Arbitrage : Mario Rubén Heyn | Spectateurs : 15 000 Arbitrage : Mario Rubén Heyn |

| 11 décembre 1947 | Chili                            | 3 – 0                                                                                                  | Équateur | Stade George Capwell (Guayaquil)                   |                                                    |
| | Peñaloza 51e · P. López 62e, 72e | (0 - 0)                                                                                                |          | Spectateurs : 22 000 Arbitrage : Juan José Alvarez | Spectateurs : 22 000 Arbitrage : Juan José Alvarez |
| Livingstone - Urroz, Negri - Machuca Berríos, Sepúlveda, Busquets ( Acuña) - Balbuena, Varela, Sáez ( Araya), Peñaloza ( Prieto), P. López | Équipes                          | Carrillo - Sánchez, Zurita - Marín, Alvarez, Molina - Cevallos, Zenck, Jiménez, Vargas ( Aguayo), Pozo |          | Spectateurs : 22 000 Arbitrage : Juan José Alvarez | Spectateurs : 22 000 Arbitrage : Juan José Alvarez |

| 11 décembre 1947                                                                              | Argentine                              | 3 – 2 | Pérou                            | Stade George Capwell (Guayaquil)                        |                                                         |
|                                                                                               | Moreno 41e · Di Stéfano 55e · Boyé 56e | (1 - 1) | Gómez Sánchez 25e · V. López 65e | Spectateurs : 22 000 Arbitrage : Luis Alberto Fernández | Spectateurs : 22 000 Arbitrage : Luis Alberto Fernández |
| Cozzi - Colman, Sobrero - Yácono, Perucca, Pescia - Boyé, Méndez, Di Stéfano, Moreno, Loustau | Équipes                                | Asca ( Suárez) - El. Morales, Perales - Pacheco ( J. Castillo), Torres (), Heredia - Reyna ( Fernández), Mosquera, V. López (), Gómez Sánchez, Guzmán |                                  | Spectateurs : 22 000 Arbitrage : Luis Alberto Fernández | Spectateurs : 22 000 Arbitrage : Luis Alberto Fernández |

| 13 décembre 1947 | Colombie | 0 – 0 | Bolivie | Stade George Capwell (Guayaquil)                        |                                                         |
| |          | (0 - 0) |         | Spectateurs : 18 000 Arbitrage : Luis Alberto Fernández | Spectateurs : 18 000 Arbitrage : Luis Alberto Fernández |
| Sánchez - Mejía, Gamboa ( Picalúa) - Mallarino, De la Hoz, Estupiñán - Pérez, Ra. Granados, González Rubio, Arango, Carrillo | Équipes  | Arraya - Alcha ( Aráoz), Bustamante - Calderón, Guerra, Vargas - González, Ugarte, Tapia, B. Gutiérrez ( Vega), Orgaz |         | Spectateurs : 18 000 Arbitrage : Luis Alberto Fernández | Spectateurs : 18 000 Arbitrage : Luis Alberto Fernández |

| 13 décembre 1947                                                                                       | Paraguay                                  | 4 – 2 | Uruguay                  | Stade George Capwell (Guayaquil)                   |                                                    |
| | Genés 52e, 79e · Marín 76e · Villalba 89e | (0 - 1) | Magliano 3e · Britos 47e | Spectateurs : 18 000 Arbitrage : Juan José Alvarez | Spectateurs : 18 000 Arbitrage : Juan José Alvarez |
| García - Hugo, Céspedes - Gavilán, Ocampos, Cantero - Ávalos, Miranda ( Marín), Rivas, Genés, Villalba | Équipes                                   | Tulic - Lorenzo, Tejera - Gambetta, Romero ( 80e Barreto), Cajiga - Britos, García ( 73e Chelle), Falero, Sarro ( 28e Stula), Magliano |                          | Spectateurs : 18 000 Arbitrage : Juan José Alvarez | Spectateurs : 18 000 Arbitrage : Juan José Alvarez |

| 16 décembre 1947 | Uruguay                                                    | 6 – 1 | Équateur    | Stade George Capwell (Guayaquil)                        |                                                         |
| | Falero 19e, 21e · Puente 24e, 88e · García 28e · Sarro 35e | (5 - 0) | Garnica 51e | Spectateurs : 30 000 Arbitrage : Víctor Francisco Rivas | Spectateurs : 30 000 Arbitrage : Víctor Francisco Rivas |
| Tulic ( 46e Sabini) - Lorenzo, Tejera ( 46e Riobó) - Gambetta, Romero ( 46e Barreto), Cajiga - Puente, García, Falero, Sarro, Magliano | Équipes                                                    | Carrillo - Henríquez, Sánchez - Torres ( Riveros), Ortíz, L. Mendoza - Garnica, J. Mendoza ( Jiménez), Gavilánez, Aguayo ( Zenck), Pozo |             | Spectateurs : 30 000 Arbitrage : Víctor Francisco Rivas | Spectateurs : 30 000 Arbitrage : Víctor Francisco Rivas |

| 16 décembre 1947 | Argentine      | 1 – 1 | Chili     | Stade George Capwell (Guayaquil)                   |                                                    |
| | Di Stéfano 12e | (1 - 1) | Riera 37e | Spectateurs : 18 000 Arbitrage : Juan José Alvarez | Spectateurs : 18 000 Arbitrage : Juan José Alvarez |
| Cozzi - Marante ( 76e Colman), Sobrero - Yácono, Perucca ( 65e Rossi), Pescia - Boyé, Méndez, Di Stéfano, Moreno ( 56e Fernández), Loustau | Équipes        | Livingstone - Urroz, Negri - Machuca Berríos, Sepúlveda, Busquets ( Campos) - Riera, Varela, Infante ( Araya), Peñaloza, P. López |           | Spectateurs : 18 000 Arbitrage : Juan José Alvarez | Spectateurs : 18 000 Arbitrage : Juan José Alvarez |

| 18 décembre 1947                                                                                                  | Paraguay                          | 3 – 1 | Bolivie      | Stade George Capwell (Guayaquil)                        |                                                         |
| | Marín 5e · Genés 20e · Ávalos 25e | (3 - 0) | González 71e | Spectateurs : 18 000 Arbitrage : Luis Alberto Fernández | Spectateurs : 18 000 Arbitrage : Luis Alberto Fernández |
| García - Hugo, Céspedes - Gavilán, Ocampos, Cantero ( Ávalos) - Marín, Rivas, Genés, Villalba ( Miranda), Sánchez | Équipes                           | Arraya ( E. Gutiérrez) - Alcha ( Aráoz), Bustamante - Calderón, Guerra, Vargas - González, Tardío, Tapia, Vega, Orgaz |              | Spectateurs : 18 000 Arbitrage : Luis Alberto Fernández | Spectateurs : 18 000 Arbitrage : Luis Alberto Fernández |

| 18 décembre 1947 | Argentine                                                        | 6 – 0 | Colombie | Stade George Capwell (Guayaquil)                 |                                                  |
| | Fernández 7e · Di Stéfano 30e, 62e, 75e · Boyé 38e · Loustau 55e | (3 - 0) |          | Spectateurs : 12 000 Arbitrage : Alfredo Alvarez | Spectateurs : 12 000 Arbitrage : Alfredo Alvarez |
| Cozzi - Colman, Palma ( 42e Sobrero) - Sastre, Rossi, Gutiérrez - Boyé ( 67e Cerviño), Méndez, Di Stéfano, Fernández ( 46e Campana), Loustau | Équipes                                                          | Sánchez - Mejía, Londoño - Vivares, Serna, Estupiñán ( Mallarino) - García, Ruiz, González Rubio, Arango, De la Hoz |          | Spectateurs : 12 000 Arbitrage : Alfredo Alvarez | Spectateurs : 12 000 Arbitrage : Alfredo Alvarez |

| 20 décembre 1947 | Équateur | 0 – 0 | Pérou | Stade George Capwell (Guayaquil)                  |                                                   |
| |          | (0 - 0) |       | Spectateurs : 20 000 Arbitrage : Mario Rubén Heyn | Spectateurs : 20 000 Arbitrage : Mario Rubén Heyn |
| Medina - Henríquez, Zurita - Riveros ( Alvarez), Ortíz, L. Mendoza - Garnica, J. Mendoza, Jiménez, Aguayo ( Cantos), Gavilánez ( Marín) | Équipes  | Suárez - El. Morales, Perales - Pacheco, González ( Rosasco), Heredia - F. Castillo, Mosquera, Fernández ( Barbadillo), Reyna, Guzmán |       | Spectateurs : 20 000 Arbitrage : Mario Rubén Heyn | Spectateurs : 20 000 Arbitrage : Mario Rubén Heyn |

| 20 décembre 1947 | Paraguay          | 2 – 0 | Colombie | Stade George Capwell (Guayaquil)                       |                                                        |
| | Villalba 22e, 68e | (1 - 0) |          | Spectateurs : 20 000 Arbitrage : Federico Muñoz Medina | Spectateurs : 20 000 Arbitrage : Federico Muñoz Medina |
| García - Hugo, Céspedes - Gavilán, Ocampos, Zarza ( Ávalos) - López Fretes, Rivas ( Genés), Villalba ( Fernández), Bobadilla, Miranda | Équipes           | Sánchez - Mejía, Londoño - Vivares, Serna ( De la Hoz), Estupiñán ( Mallarino) - Ra. Granados, Ruiz, González Rubio, Arango, García |          | Spectateurs : 20 000 Arbitrage : Federico Muñoz Medina | Spectateurs : 20 000 Arbitrage : Federico Muñoz Medina |

| 23 décembre 1947 | Pérou                                                  | 5 – 1 | Colombie   | Stade George Capwell (Guayaquil)                 |                                                  |
| | Mosquera 3e · Guzmán 53e, 79e · Gómez Sánchez 67e, 81e | (0 - 0) | Arango 48e | Spectateurs : 5 000 Arbitrage : Mario Rubén Heyn | Spectateurs : 5 000 Arbitrage : Mario Rubén Heyn |
| Suárez - Da Silva, Perales - J. Castillo, González, Heredia - F. Castillo, Mosquera, Valdivieso ( V. López), Gómez Sánchez, Guzmán | Équipes                                                | Sánchez - Picalúa, Londoño - Vivares, Mallarino, De la Hoz - Ra. Granados, Ruiz, Flores, Arango, Soto ( García) |            | Spectateurs : 5 000 Arbitrage : Mario Rubén Heyn | Spectateurs : 5 000 Arbitrage : Mario Rubén Heyn |

| 23 décembre 1947 | Paraguay     | 1 – 0 | Chili | Stade George Capwell (Guayaquil)                  |                                                   |
| | Villalba 60e | (0 - 0) |       | Spectateurs : 5 000 Arbitrage : Juan José Alvarez | Spectateurs : 5 000 Arbitrage : Juan José Alvarez |
| García - Hugo, Céspedes - Gavilán, Ocampos, Cantero ( Ávalos) - Genés, Rivas, Villalba ( Fernández), Marín, Sánchez | Équipes      | Livingstone - Baeza, Negri - Machuca Berríos, Sepúlveda ( Acuña), Busquets - Riera, Varela ( Infante), Sáez, Peñaloza, P. López |       | Spectateurs : 5 000 Arbitrage : Juan José Alvarez | Spectateurs : 5 000 Arbitrage : Juan José Alvarez |

| 25 décembre 1947 | Argentine               | 2 – 0 | Équateur | Stade George Capwell (Guayaquil)                 |                                                  |
| | Moreno 30e · Méndez 72e | (1 - 0) |          | Spectateurs : 25 000 Arbitrage : Alfredo Alvarez | Spectateurs : 25 000 Arbitrage : Alfredo Alvarez |
| Diano - Marante, Sobrero - Yácono, Perucca ( 46e Rossi), Pescia - Boyé, Méndez, Di Stéfano ( 65e Pontoni), Moreno, Loustau | Équipes                 | Medina - Henríquez, Zurita - Riveros ( Marín), Alvarez ( Ortíz), L. Mendoza - Cevallos, Zenck ( Gavilánez), Jiménez, Aguayo, Pozo |          | Spectateurs : 25 000 Arbitrage : Alfredo Alvarez | Spectateurs : 25 000 Arbitrage : Alfredo Alvarez |

| 26 décembre 1947 | Uruguay    | 1 – 0 | Pérou | Stade George Capwell (Guayaquil)                       |                                                        |
| | Falero 74e | (0 - 0) |       | Spectateurs : 6 000 Arbitrage : Víctor Francisco Rivas | Spectateurs : 6 000 Arbitrage : Víctor Francisco Rivas |
| Tulic - Terra, Tejera - Gambetta, Romero, Cajiga - Britos ( 46e Puente), García, Falero, Sarro, Magliano ( 46e Stula) | Équipes    | Suárez - Da Silva ( El. Morales), Perales - Pacheco, González ( 67e), Heredia - F. Castillo, Mosquera, Valdivieso ( V. López), Gómez Sánchez, Guzmán |       | Spectateurs : 6 000 Arbitrage : Víctor Francisco Rivas | Spectateurs : 6 000 Arbitrage : Víctor Francisco Rivas |

| 27 décembre 1947 | Pérou                        | 2 – 0 | Bolivie | Stade George Capwell (Guayaquil)                 |                                                  |
| | J. Castillo 73e · Guzmán 82e | (0 - 0) |         | Spectateurs : 5 000 Arbitrage : Mario Rubén Heyn | Spectateurs : 5 000 Arbitrage : Mario Rubén Heyn |
| Suárez - El. Morales, Raffo - Pacheco, González, Heredia - F. Castillo, V. López, Guzmán, Gómez Sánchez ( J. Castillo), Barbadillo ( Mosquera) | Équipes                      | E. Gutiérrez - Aráoz, Bustamante - Calderón, Guerra, Vargas - González ( Maldonado), Ugarte, Tapia, B. Gutiérrez ( Vega), Orgaz |         | Spectateurs : 5 000 Arbitrage : Mario Rubén Heyn | Spectateurs : 5 000 Arbitrage : Mario Rubén Heyn |

| 28 décembre 1947 | Argentine                     | 3 – 1 | Uruguay    | Stade George Capwell (Guayaquil)                  |                                                   |
| | Méndez 30e, 46e · Loustau 85e | (1 - 0) | Britos 74e | Spectateurs : 25 000 Arbitrage : Mario Rubén Heyn | Spectateurs : 25 000 Arbitrage : Mario Rubén Heyn |
| Cozzi - Marante, Sobrero - Yácono, Rossi, Pescia - Boyé, Méndez ( 86e Fernández), Pontoni ( 69e Di Stéfano), Moreno, Loustau ( 86e Sued) | Équipes                       | Tulic - Terra, Tejera - Gambetta ( 46e Rodríguez Andrade), Romero, Cajiga - Britos, García, Falero ( 79e Chelle), Sarro ( 46e Riephoff), Magliano |            | Spectateurs : 25 000 Arbitrage : Mario Rubén Heyn | Spectateurs : 25 000 Arbitrage : Mario Rubén Heyn |

| 29 décembre 1947 | Paraguay        | 4 – 0 | Équateur | Stade George Capwell (Guayaquil)                       |                                                        |
| | Marín , · Genés | |          | Spectateurs : 5 000 Arbitrage : Luis Alberto Fernández | Spectateurs : 5 000 Arbitrage : Luis Alberto Fernández |
| García - Hugo, Céspedes - Gavilán, Ocampos, Cantero - López Fretes ( Villalba), Genés, Fernández, Rivas ( Miño), Marín | Équipes         | Medina - Henríquez, Zurita - Riveros ( Marín), Ortíz ( Gavilánez), L. Mendoza - Alvarez, J. Mendoza, Jiménez, Aguayo, Garnica ( Pozo) |          | Spectateurs : 5 000 Arbitrage : Luis Alberto Fernández | Spectateurs : 5 000 Arbitrage : Luis Alberto Fernández |

| 29 décembre 1947 | Chili                                  | 4 – 1 | Colombie         | Stade George Capwell (Guayaquil)                  |                                                   |
| | Prieto 28e · Sáez 75e, 88e · Riera 78e | (1 - 0) | Ra. Granados 90e | Spectateurs : 5 000 Arbitrage : Juan José Alvarez | Spectateurs : 5 000 Arbitrage : Juan José Alvarez |
| Livingstone - Urroz, Negri - Machuca Berríos, Sepúlveda, Acuña - Riera, Varela ( Peñaloza), Araya ( Infante), Prieto ( Sáez), P. López | Équipes                                | Sánchez - Picalúa, Londoño - Quintero, Mallarino, De la Hoz - Meléndez, Ra. Granados, Ri. Granados ( García), Arango, Recio |                  | Spectateurs : 5 000 Arbitrage : Juan José Alvarez | Spectateurs : 5 000 Arbitrage : Juan José Alvarez |

| 31 décembre 1947 | Chili                                                   | 4 – 3                                                                                                | Bolivie                            | Stade George Capwell (Guayaquil)                       |                                                        |
| | Aráoz 30e (csc) · Sáez 44e · Infante 50e · P. López 63e | (2 - 0)                                                                                              | Tapia 77e · Tardío 84e · Orgaz 88e | Spectateurs : 5 000 Arbitrage : Federico Muñoz Medinaz | Spectateurs : 5 000 Arbitrage : Federico Muñoz Medinaz |
| Livingstone - Urroz ( Acuña), Álvarez - Machuca Berríos, Sepúlveda, Wood - Riera, Varela, Infante, Sáez ( Prieto), P. López | Équipes                                                 | E. Gutiérrez - Aráoz, Bustamante - Calderón, Guerra, Vargas - González, Ugarte, Tapia, Tardío, Orgaz |                                    | Spectateurs : 5 000 Arbitrage : Federico Muñoz Medinaz | Spectateurs : 5 000 Arbitrage : Federico Muñoz Medinaz |

| Championnat sud-américain de football de 1947 - Vainqueur Argentine 9e titre |

## Meilleurs buteurs
8 buts
- Nicolás Falero

6 buts
- Alfredo Di Stéfano
- Norberto Méndez
- Leocadio Marín

5 buts
- Juan Bautista Villalba

4 buts
- Mario Boyé
- Félix Loustau
- René Pontoni
- Alejandrino Genés